# Pleotrichophorus pseudopatonkus
Pleotrichophorus pseudopatonkus är en insektsart som beskrevs av Corpuz-raros och Cook 1974. Pleotrichophorus pseudopatonkus ingår i släktet Pleotrichophorus och familjen långrörsbladlöss. Inga underarter finns listade i Catalogue of Life.